# Autofagie (biologie)

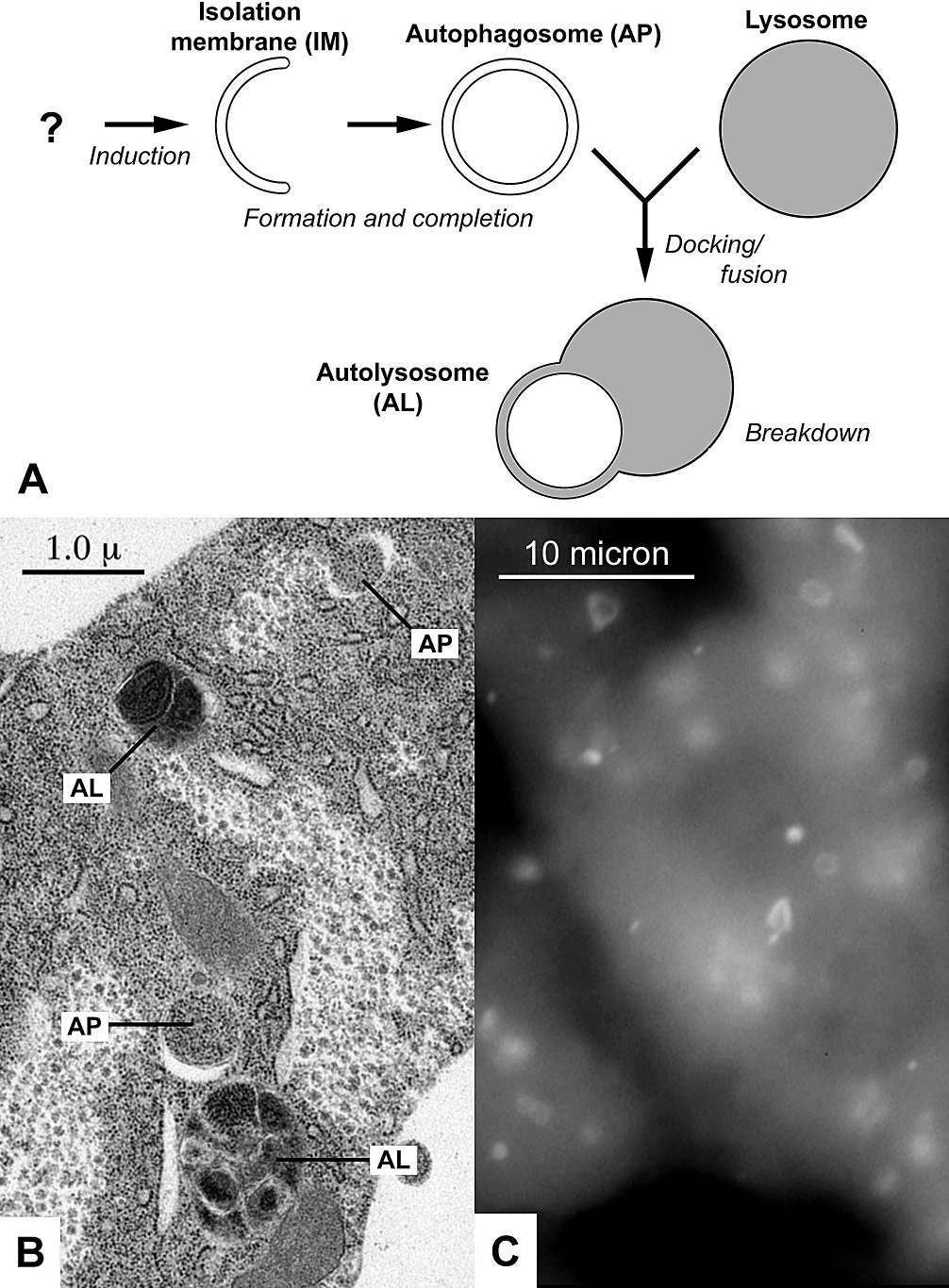
(A) diagram van het autofagieproces, waarin een autolysosoom gevormd wordt. (B) TEM-opname van autofagische structuren in een fruitvlieglarve. (C) fluorescent gelabelde autofagosomen in levercellen van muizen.

Autofagie (Grieks: αυτο 'zelf' en φαγειν 'eten') is een biologisch proces waarbij bepaalde componenten van een cel – zoals beschadigde eiwitten of lichaamsvreemde deeltjes – afgebroken worden. Tijdens autofagie vormt zich een membraan-omgeven blaasje rondom een af te breken structuur. Dit blaasje zal fuseren met een lysosoom, waarna de inhoud enzymatisch wordt afgebroken. Autofagie werd oorspronkelijk ontdekt als een overlevingsmechanisme van de cel bij voedseltekort, maar inmiddels is duidelijk geworden dat het een wijdverspreid celproces is dat essentieel is voor homeostase van het meercellige organisme.
Tijdens autofagie worden relatief grote celbestanddelen – macromoleculen, eiwitaggregaten en zelfs hele organellen – op gereguleerde wijze afgebroken tot hun bouwstenen. De cel kan deze bouwstenen weer gebruiken voor de opbouw van nieuwe macromoleculen. Stoornissen in autofagie kunnen tot gevolg hebben dat cellen binnendringende pathogenen, ongewenste eiwitaggregaten en abnormaal gevouwen eiwitten niet langer kunnen opruimen, wat kan leiden tot infectieziekten en vermoedelijk ook tot neurodegeneratie en kanker.
De term autofagie werd al gebruikt in midden van de negentiende eeuw. De huidige betekenis werd geïntroduceerd door de Belgische biochemicus Christian de Duve in 1963 na zijn ontdekking van de werking van het lysosoom. De identificatie van autofagie-gerelateerde genen in gistcellen vanaf de jaren negentig stelde onderzoekers in staat de mechanismen van autofagie te ontrafelen. In 2016 ontving de Japanse onderzoeker Yoshinori Osumi de Nobelprijs voor zijn inzichten omtrent het proces.

## Mechanisme
Autofagie is een complex intracellulair proces. In de beginfase van autofagie wordt het te verwijderen materiaal (substraat) omsloten door een dubbel membraan. Kleine intracellulaire blaasjes fuseren daarbij totdat het volledige substraat is omgeven. Het volledige omsloten lichaam wordt het autofagosoom genoemd. Na samensmelting met een lysosoom zal de inhoud via enzymatische weg worden verteerd tot de bouwstenen. In de loop van de jaren 1990 werden verschillende eiwitten geïdentificeerd die deelnemen aan het proces. Autofagie wordt strikt gereguleerd: te weinig of te veel kan zeer schadelijk zijn. Het gehele proces verloopt globaal in vijf stappen:
1. Inductie vindt plaats via signaalmoleculen. Speciale proteïnekinasen (zoals mTOR-complex 1) die informatie doorgeven over de metabolische status van de cel, worden geactiveerd en schakelen de autofagische machinerie in.
2. Een dubbel membraan vormt zich door fusie van membraanblaasjes en groeit uit tot een karakteristieke halvemaanvormige beker (de fagofoor). De membraanblaasjes, gekenmerkt door de aanwezigheid van ATG9, worden gerekruteerd naar een verzamelplaats waar ze worden opgenomen in het groeiende autofagosoom.
3. Sluiting van het gevormde lichaam, zodat een autofagosoom ontstaat met een intact, dubbel membraan.
4. Fusie van het autofagosoom met een lysosoom, gekatalyseerd door SNARE-eiwitten.
5. Vertering van de inhoud van het autolysosoom.

Bij autofagie kan ofwel een groot deel van het cytoplasma, of juist een kleine, specifieke structuur worden opgenomen in het autofagosoom. De eerste vorm komt voor in omstandigheden van voedselgebrek: wanneer een cel te weinig voedingsstoffen aangevoerd krijgt, worden de energierijke metabolieten uit het cytosol via autofagie opgevangen, zodat de cel hierop kan overleven. Bij de andere vorm (selectieve autofagie) wordt een specifiek celbestanddeel verpakt in kleine autofagosoompjes. Selectieve autofagie zorgt voor de afbraak van beschadigde of anderszins ongewenste mitochondriën, peroxisomen, ribosomen en delen van het ER; het wordt ook gebruikt om binnendringende micro-organismen (zoals bacteriën) te vernietigen.

## Functies

### Voedselgebrek

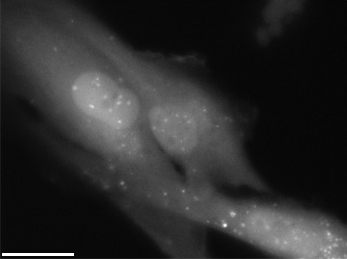
Menselijke cellen in een voedingsstof-arm medium waarin autofagosomen fluorescent gelabeld zijn (witte puntjes).

Omstandigheden van voedselgebrek zorgen voor een sterke activatie van autofagie. Autofagie helpt de cel te overleven: onnodige eiwitten worden afgebroken en de daarbij gevormde aminozuren kunnen worden gerecycled, zodat de cel nieuwe eiwitten kan synthetiseren die essentieel zijn voor de overleving. Bij hogere eukaryoten, zoals dieren, wordt autofagie geïnduceerd als een reactie op een (ernstig) tekort aan voedingsstoffen, bijvoorbeeld vlak na de geboorte.
Autofagie is grotendeels opgehelderd in gistcellen (Saccharomyces cerevisiae). Gistcellen waarbij autofagie-eiwitten (ook wel ATG's genaamd) gemuteerd zijn, gaan snel dood bij onvoldoende voedsel. Onderzoek naar ATG-mutanten heeft duidelijk gemaakt dat autofagie onmisbaar is voor overleving onder uiteenlopende beperkende omstandigheden. Door willekeurig gemuteerde giststammen te kweken in voedselarme condities, kon men de genen die betrokken zijn bij autofagie identificeren.

### Infectie
Autofagie is van groot belang voor bestrijding van intracellulaire pathogene micro-organismen. Wanneer een pathogeen een cel binnendringt, kan deze door middel van autofagie worden opgeruimd. Dat proces wordt ook wel xenofagie genoemd. De autofagische machinerie vormt dus een belangrijk onderdeel van de aangeboren afweer. Intracellulaire pathogenen, zoals Mycobacterium tuberculosis, kunnen soms na fagocytose ontsnappen naar het cytosol van de cel. In dat geval is autofagie een mogelijkheid om de pathogeen nog op te ruimen. Sommige pathogenen hebben het vermogen ontwikkeld om de versmelting van het autofagosoom en lysosoom te verhinderen. Hierdoor kunnen ze in de cel overleven en de gastheer ernstig ziek maken.

### Apoptose
Tijdens apoptose (geprogrammeerde celdood) komt het vaak voor dat er in de cel autofagosomen verschijnen en dat autofagie-eiwitten geactiveerd worden. Het is nog onduidelijk of deze autofagische activiteit de doodsoorzaak is of juist een poging is om dit te voorkomen. Er zijn weinig aanwijzingen voor een oorzakelijk verband; de meeste onderzoeken wijzen uit dat autofagie een overlevingsmechanisme is dat op gang komt in stervende cellen.

## Medische relevantie

### Lichaamsbeweging
Autofagie speelt een belangrijke rol in het handhaven van homeostase van spierweefsels, met name gedurende intensieve lichaamsbeweging. Cellen moeten altijd in fysiologisch evenwicht blijven, ook wanneer niveaus van voedingsstoffen schommelen of snel veranderen. Autofagie kan helpen om dit evenwicht te bewaren (door eiwitten te kataboliseren). In 2012 werd het belang van autofagie voor lichaamsbeweging getest in muismodellen. Gemuteerde muizen waarin autofagie minder snel optrad, werden tijdens lichaamsbeweging bestudeerd. Er werd aangetoond dat deze muizen een minder goed uithoudingsvermogen hadden en een verstoorde suikerstofwisseling vertoonden tijdens acute inspanning. De onderzoekers suggereerden dat autofagie mogelijk betrokken is bij de gezondheidseffecten van regelmatige lichaamsbeweging.